# ケン・オリン
ケン・オリン（Ken Olin、1954年7月30日 - ）は、アメリカ合衆国の俳優、映画監督。イリノイ州出身。

## 出演作品
- ノンストップ・スリラー「暴走地区-ZOO-」（ロバート・オズ）
- クリミナル・マインド FBI行動分析課
- ブラザーズ&シスターズシリーズ（デヴィッド・カプラン）
- メルトダウン・クライシス
- エボリューション・チャイルド
- あなたに逢えるその日まで…
- 悪魔の依頼人
- クイーンズ・ロジック/女の言い分・男の言い訳
- 疑惑の銃弾／ボストンの夜
- ザ・ポリス
- ナイスサーティーズ
- ゲーム・オブ・ラブ
- 愛と哀しみのマンハッタン（上・下）
- アクトレス／ある女優の栄光と挫折
- ブロンド士官特訓中！

## 監督作品
- スリーピー・ホロウ
- フェノミナン２
- 遥かなる栄光
- ホワイトファング２／伝説の白い牙
- 希望の詩
- ジム・キャリーｉｎロングウェイ・ホーム
- THIS IS US(テレビドラマシリーズ) 複数話

## 製作総指揮
- ブラザーズ&シスターズシリーズ
- エイリアス／2重スパイの女
- エイリアス2～5シーズン